# ㅈ

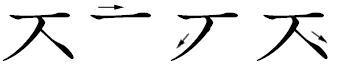
筆順

ㅈは、ハングルを構成する子音字母のひとつ。9番目の字母（1751年の『三韻声彙』以降。『訓民正音』当時は最初の「ㄱ」から13番目、『訓蒙字会』では濃音を含めなければ10番目、濃音も含めれば12番目）。名称はジウッ（지읒）。字体によっては片仮名の "ス" のような形になる。

## 音声
前舌を盛り上げて歯茎から硬口蓋にかけての広い範囲に密着させて閉鎖を作り、一旦、空気の流れを完全に塞いだ後、ゆっくりと開放することによって摩擦を伴わさせた音を出す無気歯茎硬口蓋破擦音である。朝鮮語の破擦音には帯気するかそうでないかで意味を弁別する対立構造があるうえに、喉頭緊張（テンス）を伴うかそうでないかによる対立構造をも有する。この字母は帯気せず、喉頭緊張しない通常の破擦音（平音）を表している。音素記号には/c/などが使われる。
語頭の初声では、無声歯茎硬口蓋破擦音[t͡ɕ]で発音される。ただし、北朝鮮の標準音では平壌方言の影響で、無声歯茎歯擦破擦音[t͡s]と発音される。
有声音と有声音の間、つまり母音・鼻音・流音と母音の間では、有声歯茎硬口蓋破擦音[d͡ʑ]であることが一般的である（北朝鮮では有声歯茎破擦音[d͡z]と発音される）。ただし、これは単純語における規則であり、合成語においては硬音化する場合が多い。
外来語の表記では、[d͡ʑ][d͡ʒ]や[ʑ][ʒ]に用いる他、現代朝鮮語には[z]や[d͡z]の発音が存在しないため、日本語のザ行などの[z]や[d͡z]の発音は近似音としてこの子音字母を用いる。
語末や無声子音の前の終声では、舌端と歯茎で閉鎖したまま開放しない内破音[t̚]、つまり終声の/ㄷ/と同じ音で発音される。鼻音の前の声ではㄷと同じく鼻音化し、[n]となる。
なお元々口蓋化を含んだ音であるので、j系の二重母音/ㅑ, ㅕ, ㅛ, ㅠ, ㅖ, ㅒ/を用いても、通常の母音/ㅏ, ㅓ, ㅗ, ㅜ, ㅔ, ㅐ/を用いても発音上の違いはでない。
訓民正音によれば、全清であるため、終声に用いれば「入声」となるとされていた。訓民正音創製当時の中期朝鮮語では、終声ㅈはㅅに中和されるという扱いで音価は[s]となっており、近世朝鮮語で終声のㅅ・ㅈが[s]から終声ㄷと同じ[t]へと発音が変わったが、1930年の諺文綴字法以前の終声表記については、表記としての終声ㅈが登場するのは一部の資料に限られており、実際の発音に合わせてㄱ・ㄴ・ㄷ・ㄹ・ㅁ・ㅂ・ㅅ・ㆁ（後にㅇと書かれるようになる）の8種類のみが用いられることが多く、それによれば現代の終声ㅈに相当するものはㅅと書かれた。更に近世朝鮮語で実際の発音に合わせる場合のㄷ音の終声の表記もㅅに統一されㄷが使用されなくなる傾向が見られるようになった。1930年の諺文綴字法で形態主義的表記法の導入のため、激音や濃音などの字母が終声表記に認められると共に、表記としての終声ㅈも認められた。
| 音価 | 終声字                     | 複合終声字           | 複合終声字 |
| 音価 | 終声字                     | 前                   | 後         |
| ---- | -------------------------- | -------------------- | ---------- |
| ㄱ   | ㄱ, ㅋ, ㄲ                 | ㄳ                   | ㄺ         |
| ㄷ   | ㄷ, ㅅ, ㅆ, ㅈ, ㅊ, ㅌ, ㅎ |                      |            |
| ㅂ   | ㅂ, ㅍ                     | ㅄ                   | (ㄼ), ㄿ   |
| ㄹ   | ㄹ                         | ㄼ, ㄽ, ㄾ, ㅀ, (ㄺ) |            |
| ㄴ   | ㄴ                         | ㄵ, ㄶ               |            |
| ㅁ   | ㅁ                         |                      | ㄻ         |
| ㅇ   | ㅇ                         |                      |            |

## 用例
자（チャ・ジャ）지（チ・ジ）주（チュ・ジュ）제（チェ・ジェ）조（チョ・ジョ）

## 訓民正音
『訓民正音』初声体系では歯音の全清に分類されており、訓民正音の世宗序では「齒音如即字初發聲」と規定されている。なお当時の音価は現在と異なり、歯茎破擦音/ts/であったと推測され、上記のような母音とj系の二重母音も弁別的であったと考えられる。
その字形は『訓民正音解例』制字解によると歯の形に象ったㅅに筆画を加えて作った加画字とされる。これに更に筆画を加えるとㅊとなる。
字母の名称は『訓蒙字会』（1527年）では지（チ、之）と名付けられていた。

### 漢字音表記
当時の中国語の歯音には朝鮮語にない歯頭音（舌尖と上歯茎で調音される歯音）と正歯音（舌尖を下歯茎につけたまま盛り上げた舌端と上歯茎で調音される歯音）の区別があった。『訓民正音』ではこれを表記するために、歯頭音（精母）には左払いが長い「ᅎ」、正歯音（照母）には右払いが長い「ᅐ」のような字形を用意している。

## ラテン文字転写
初声の場合、文化観光部2000年式では常にjと表記される。マッキューン＝ライシャワー式では無声音で発音されるものはch、有声音で発音されるものはjとなる。

終声の場合はどちらの方式でもtと表記される。

## 文字コード
| 名称                   | 用途   | コード | HTML実体参照コード | 表示 |
| HANGUL LETTER JIEUC    | 単体   | U+3148 | &#12616;           | ㅈ   |
| HANGUL CHOSEONG JIEUC  | 初声用 | U+110C | &#4364;            | ᄌ   |
| HANGUL JONGSEONG JIEUC | 終声用 | U+11BD | &#4541;            | ᆽ     |

- 歯頭音

| 名称                                                          | 用途   | コード | HTML実体参照コード | 表示 |
| HANGUL CHOSEONG CHITUEUMJIEUC （ハングル初声 歯頭音のチウッ） | 初声用 | U+114E | &#4430;            | ᅎ   |

- 正歯音

| 名称                                                             | 用途   | コード | HTML実体参照コード | 表示 |
| HANGUL CHOSEONG CEONGCHIEUMJIEUC （ハングル初声 正歯音のチウッ） | 初声用 | U+1150 | &#4432;            | ᅐ   |